# Schloß Holte-Stukenbrock
Schloß Holte-Stukenbrock è una città della Germania occidentale di 27 120 abitanti, posta nel circondario di Gütersloh, nello stato federato della Renania Settentrionale-Vestfalia.

## Geografia fisica
Sorge nei pressi dell'Eggegebirge, a 15 chilometri circa da Gütersloh e a 15 chilometri a sud-est di Bielefeld.
Il territorio è suddiviso nei 2 abitati di Schloß Holte e Stuckenbrock.

## Storia
Nel 2004 la città, una delle più antiche del Nord Reno-Vestfalia, ha celebrato il suo 850º anniversario.

## Amministrazione

### Gemellaggi
- Ostritz